# Solanum neoweberbaueri
Solanum neoweberbaueri là loài thực vật có hoa trong họ Cà. Loài này được Wittmack miêu tả khoa học đầu tiên năm 1914.